# Châtillon-lès-Sons
Châtillon-lès-Sons ist eine französische Gemeinde mit 83 Einwohnern (Stand: 1. Januar 2022) im Département Aisne der Region Hauts-de-France (bis 2015: Picardie). Sie gehört zum Arrondissement Laon, zum Kanton Marle und zum Gemeindeverband Pays de la Serre.

## Geographie
Die Gemeinde Châtillon-lès-Sons liegt im Südwesten der Thiérache, 30 Kilometer ostsüdöstlich von Saint-Quentin. Mit der Gemeinde Sons-et-Ronchères ist Châtillon-lès-Sons fast zusammengewachsen. Im Osten der Gemeinde stehen drei Windkraftanlagen als Teil eines interkommunalen Windparks. Nachbargemeinden von Châtillon-lès-Sons sind Housset im Norden, La Neuville-Housset im Nordosten, Marle im Osten, Marcy-sous-Marle im Südosten, Erlon im Süden, Bois-lès-Pargny im Südwesten sowie Sons-et-Ronchères im Westen.

## Bevölkerungsentwicklung
| Jahr                       | 1962 | 1968 | 1975 | 1982 | 1990 | 1999 | 2006 | 2012 | 2021 |
| Einwohner                  | 160  | 175  | 102  | 101  | 82   | 88   | 82   | 88   | 84   |
| Quellen: Cassini und INSEE |      |      |      |      |      |      |      |      |      |

## Sehenswürdigkeiten
- Kirche der Heimsuchung (Église de la Visitation)
- Wasserturm

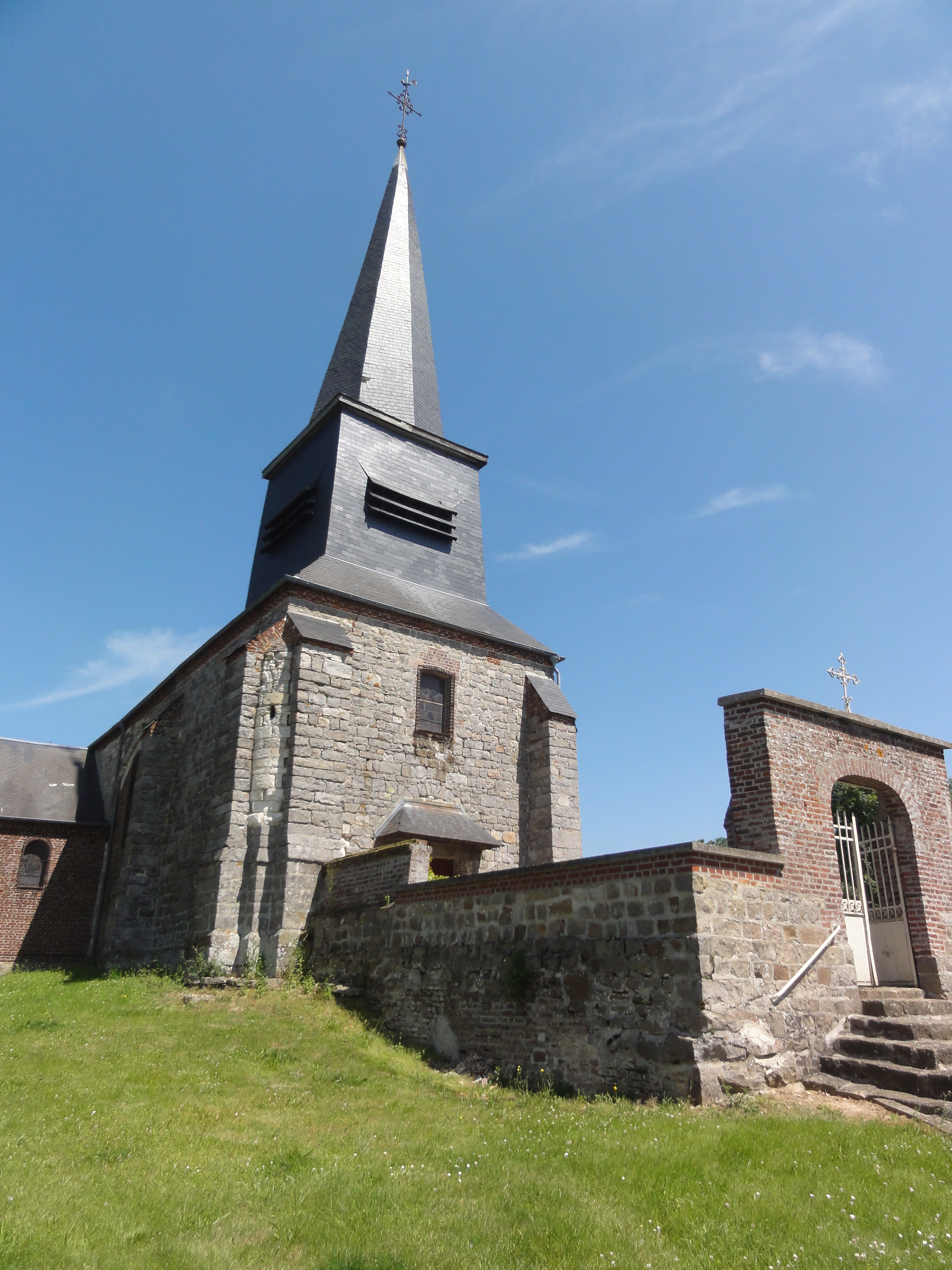
Kirche der Heimsuchung
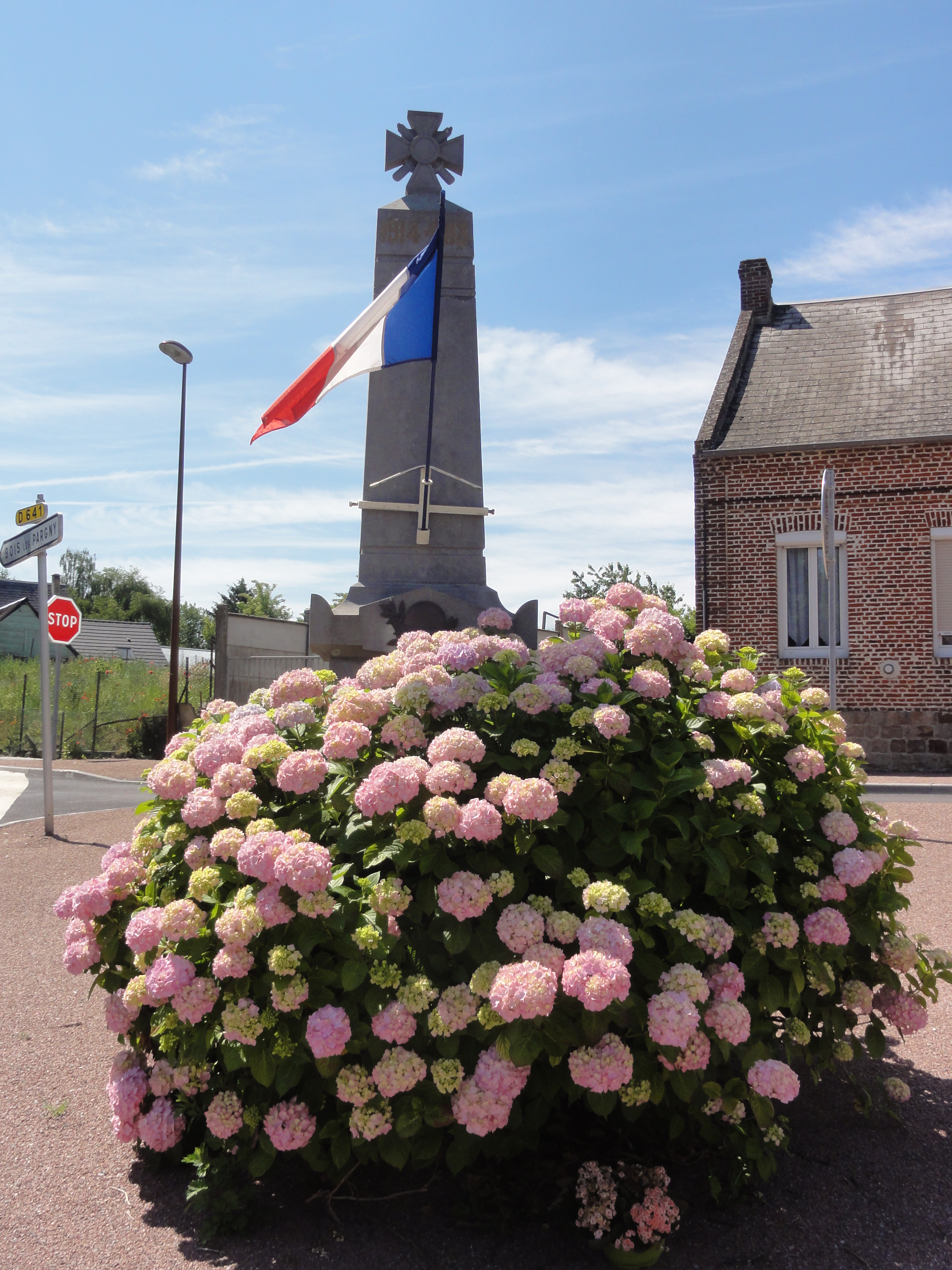
Gefallenendenkmal